# 화산동 (화성시)
화산동(花山洞)은 대한민국 경기도 화성시 동부지역에 위치한 행정동이다.

## 역사
- 1896년 8월 4일 : 경기도 수원군 안녕면
- 1914년 4월 1일 : 안녕면과 용복면이 통합해 안룡면이 되었다.
- 1949년 8월 14일 : 수원군이 화성군으로 개칭. 경기도 화성군 안룡면
- 1963년 1월 1일 : 안룡면 일부가 수원시에 편입되고, 안룡면과 태장면이 통합해 태안면이 되었다.
- 1985년 10월 1일 : 태안면이 태안읍으로 승격했다.[1]
- 2006년 1월 2일 : 태안읍이 폐지되고 송산리, 안녕리, 황계리가 법정동으로 전환되었으며 이들 3개동을 관할하는 화산동이 설치되었다.

## 법정동
| 법정동  | 한자명 | 통               | 비고 |
| ------- | ------ | ---------------- | ---- |
| 황계동  | 黃鷄洞 | 황계1통, 황계2통 |      |
| 송산동  | 松山洞 | 송산1통~송산11통 |      |
| 안녕동  | 安寧洞 | 안녕1통~안녕11통 |      |
| 3법정동 |        | 24통             |      |

## 문화재
조선왕조 왕릉인 융릉, 건릉과 사찰 용주사가 있다.

## 교육
- 화산초등학교
- 안용중학교
- 홍익디자인고등학교

## 아파트
| 단지명                     | 건설사         | 시행사                      | 주소                        | 입주        | 비고 |
| -------------------------- | -------------- | --------------------------- | --------------------------- | ----------- | ---- |
| 화성송산 동원로얄듀크 포레 | 동원개발       | ㈜티와이월드                | 화산로 9 (송산동)           | 2024년 3월  |      |
| 아름마을 신한미지엔        | ㈜신한         | ㈜신한                      | 효행로707번길 7 (안녕동)    | 2006년 9월  |      |
| 병점역 성호플레르빌        | ㈜성호건설     | ㈜뉴에이주택산업개발        | 한신대길 67 (안녕동)        | 2002년 2월  |      |
| 병점역 동문굿모닝힐        | ㈜동문건설     | ㈜휴스콘건설                | 효행로 846 (안녕동)         | 2006년 8월  |      |
| 화성 안녕동 우방아이유쉘   | ㈜우방건설산업 | 산본역사㈜                  | 안녕남로 246-21 (안녕동)    | 2017년 10월 |      |
| 솔뫼마을 한승미메이드 1차  | ㈜한승건설     | ㈜한승건설                  | 화산중앙로 34 (송산동)      | 2005년 10월 |      |
| 솔뫼마을 한승미메이드 2차  | ㈜한승건설     | ㈜한승건설                  | 화산중앙로64번길 6 (송산동) | 2008년 7월  |      |
| 우미린 센트포레 1단지      | 우미건설       | 대경건설㈜ 대경피에프브이㈜ | 장조4로 13 (안녕동)         | 2023년 3월  |      |
| 우미린 센트포레 2단지      | ㈜우미개발     | 우미종합건설㈜              | 장조4로 33 (안녕동)         | 2023년 4월  |      |
| 안녕동 청광플러스원        | 청광건설㈜     | 청광건설㈜                  | 안녕남로 16-20 (안녕동)     | 2004년 12월 |      |